# نان پوری

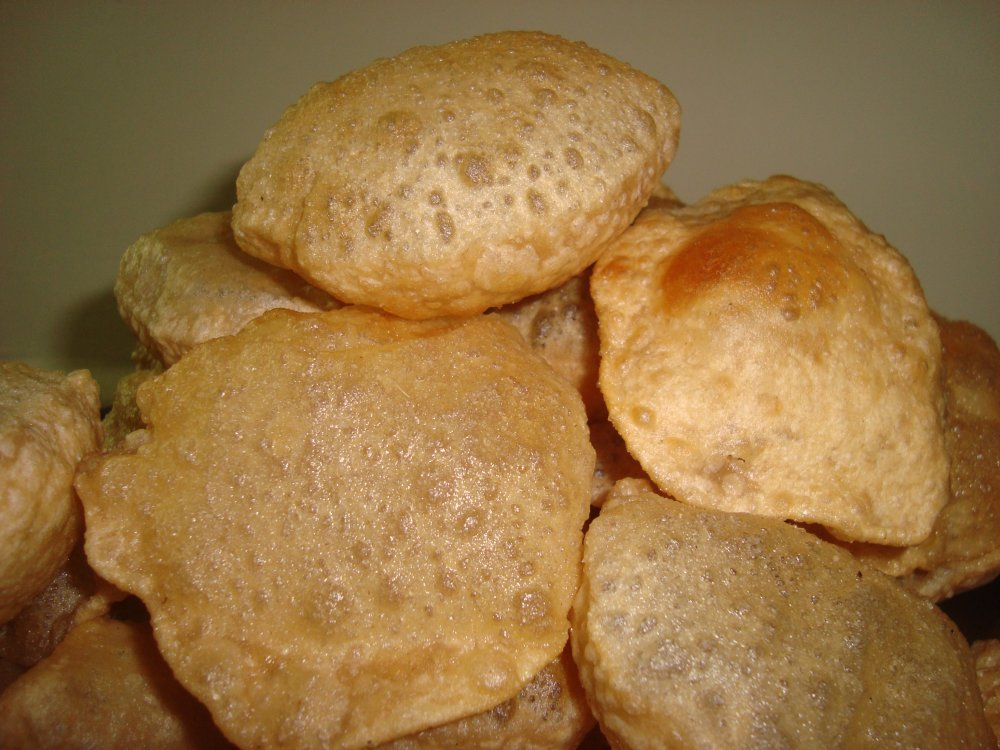
نان‌های پوری

پوری (به انگلیسی: Puri) نوعی نان سرخ‌شده در روغن بدون مخمر تهیه‌شده از آرد گندم کامل است، که خاستگاه آن شبه‌قاره هند می‌باشد. این نان برای صبحانه یا به‌عنوان تنقلات یا میان‌وعده خورده می‌شود. پوری معمولاً با خورش کاری سرو می‌شود، اما با غذاهای شیرین نیز خورده می‌شود.

## نگارخانه

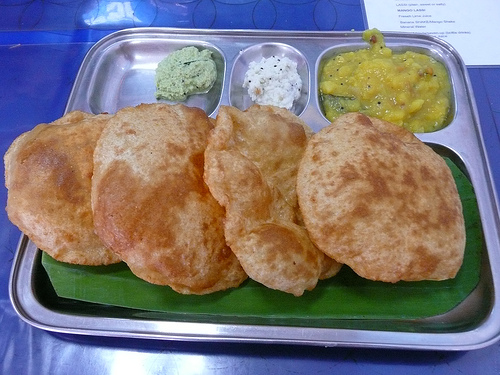
نان پوری هندی همراه با خوراک‌های دیگر
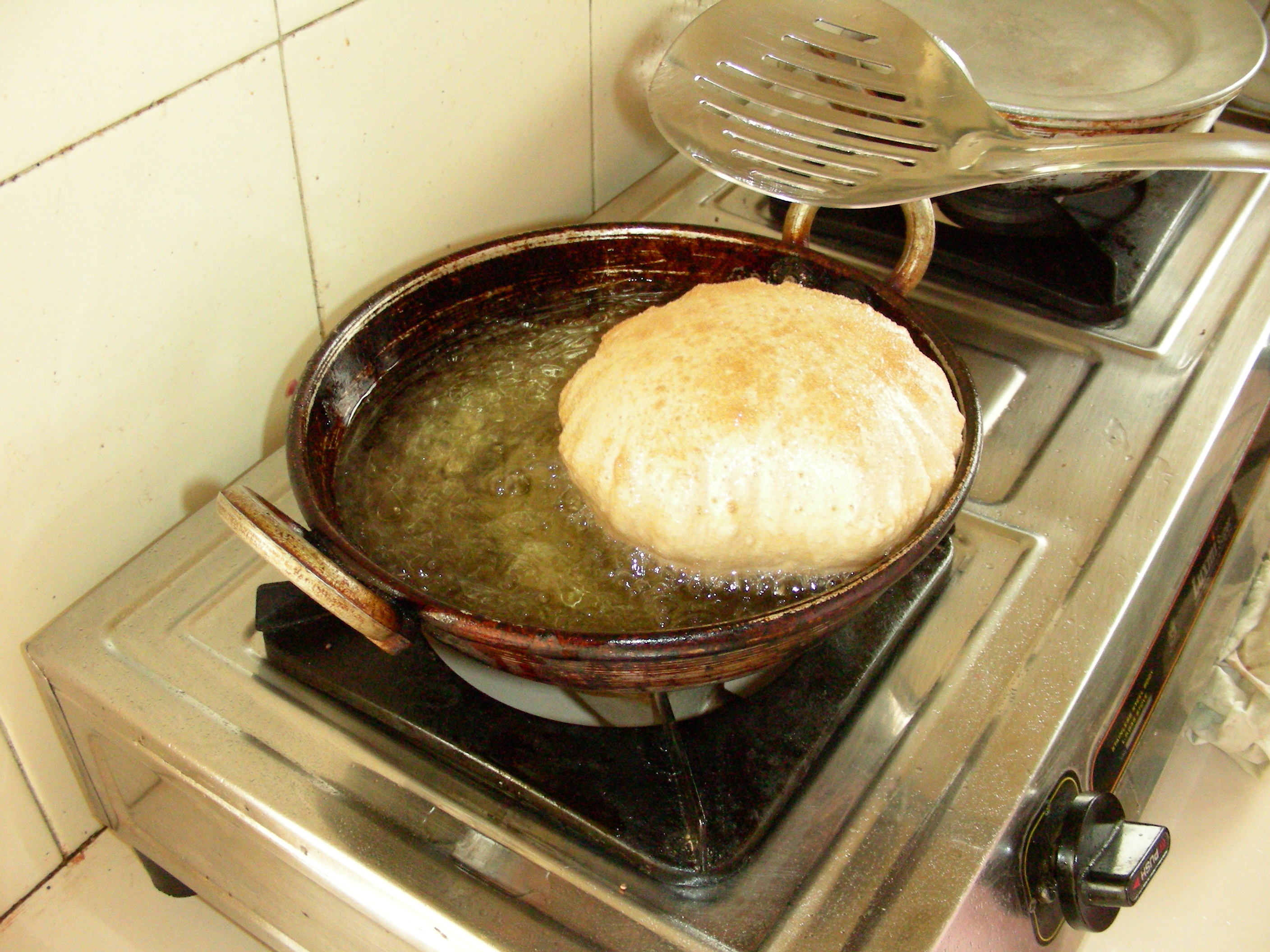
پوری در حال روغن‌پزی عمیق
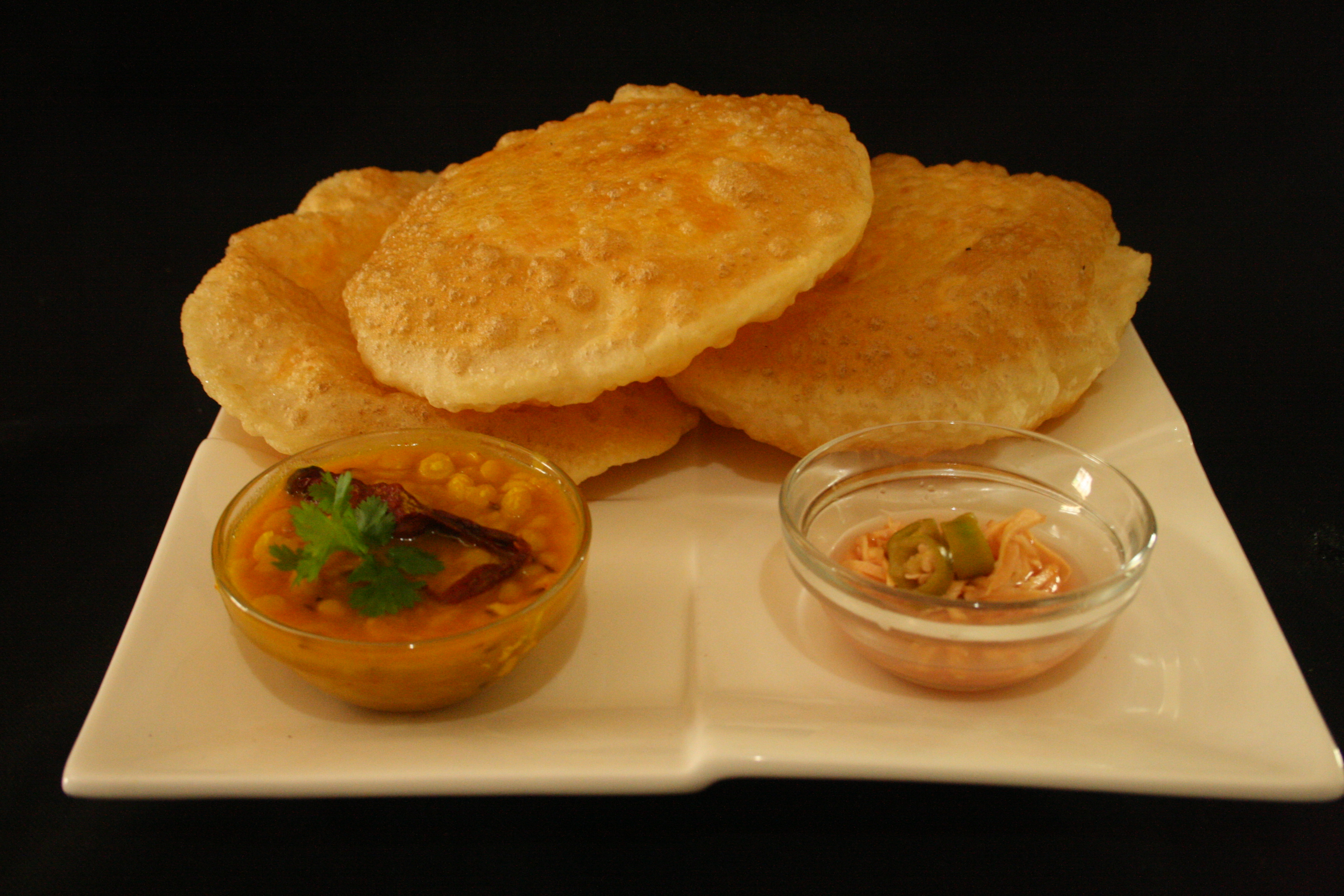
خورش دال عدس با پوری، غذای سنتی بنگالی
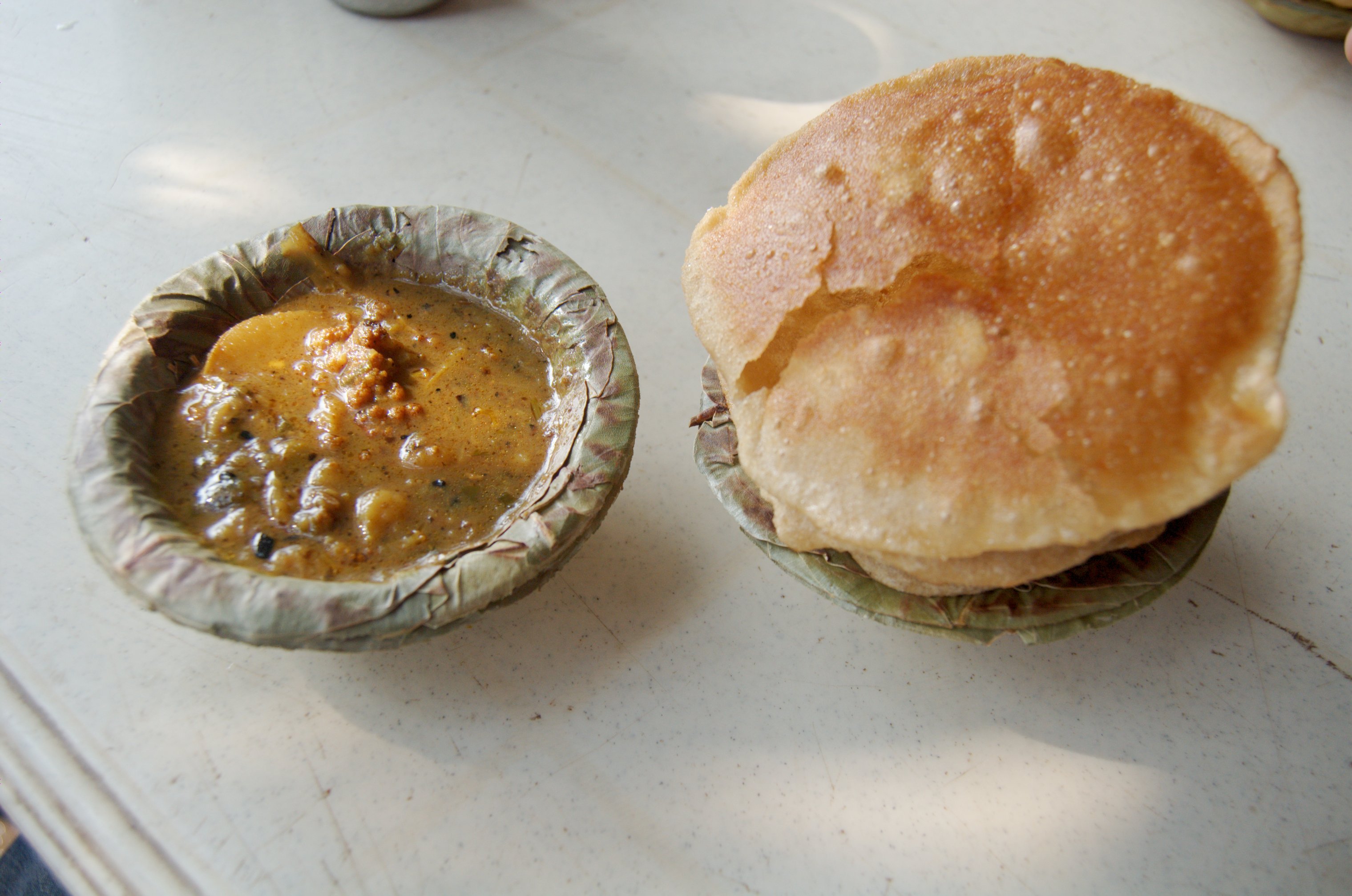
خوراکِ سیب‌زمینی با پوری، صبحانه‌ی مرسوم در بنارس